# Alfred Krauss
Alfred Krauss (26 de abril de 1862, Zara - 29 de septiembre de 1938) fue un oficial austrohúngaro, consejero privado, y el último en ser nombrado General de Infantería en el Ejército austrohúngaro. A partir de 1920 Krauss fue el jefe de la Asociación Nacional de Oficiales Alemanes en Viena. En su último año de vida fue nombrado miembro del Reichstag por el NSDAP y líder de brigada en las SA.

## Biografía

### Familia
Alfred Krauss nació en Zadar, hijo del doctor en medicina del Estado Mayor austrohúngaro Franz Krauss (1824-1905) y de su esposa Maria Rosalia (nacida Deixler; 1841-85). Su hermano menor Rudolf Krauss (1863-1943) también alcanzó el rango de general de infantería durante la Primera Guerra Mundial. El 6 de febrero de 1894 Alfred Krauss se casó en la Herz-Jesu-Kirche en Graz con Ida Gysela Weeber (26 de enero de 1868, Raab - 13 de mayo de 1939, Viena), con quien tuvo dos hijos, uno de ellos fue el posteriormente conocido organólogo Egon Krauss. Alfred e Ida Krauss fueron enterrados en el cementerio evangélico en Bad Goisern am Hallstättersee en una tumba elevada. La losa de la tumba está adornada con una águila volando con una corona de roble en sus garras. 

### Carrera militar
Después de asistir a la escuela elementa en Vršac y Sopron así como a la escuela de gramática en Cieszyn, Krauss fue entrenado en la escuela secundaria militar en Mährisch-Weißkirchen y en la Academia Militar Teresiana en Wiener Neustadt. El 18 de agosto de 1883 fue transferido al Regimiento de Infantería N.º 11. Después asistió a la escuela de guerra en Viena entre 1886 y 1888. En noviembre de 1888 fue nombrado Oficial de Estado Mayor de la 20.ª Brigada de Infantería en Hradec Králové. En 1891 Krauss se unió el Estado Mayor del Mando del 5.º Cuerpo en Presburgo como capitán. En 1894 Krauss se convirtió en profesor de táctica en la Academia Militar Teresiana. En 1897 se convirtió en jefe de Estado Mayor de la 2.ª División de Infantería en Jarosław y después de la 33.ª División de Infantería en Komorn.
En noviembre de 1901 Krauss se convirtió en comandante de un batallón en el Regimiento de Rifles N.º 3 de Graz y en 1904 fue nombrado jefe de la Sección III del Comité Técnico Militar en Viena. En octubre de 1910 se convirtió en el comandante de la Kriegsschule en Viena. El 1 de noviembre de 1910 fue promovido a mayor general, y el 1 de noviembre de 1913 alcanzó el rango de teniente mariscal de campo; también fue nombrado Consejero Privado.
Desde agosto de 1914, Krauss estuvo al mando de la 29.ª División de Infantería en la campaña serbia de la I Guerra Mundial. Al principio de la guerra, esta era parte del 5.º Ejército a las órdenes del general de Infantería Liborius Ritter von Frank en Syrmia. En septiembre fue nombrado comandante del "Cuerpo Combinado Krauss". El 6 de septiembre de 1914 impidió que la División Serbia Timok cruzara el río Sava en Mitrovica mediante un contraataque en Šašinci. A principios de diciembre, sus tropas estuvieron envueltas en la lucha por retirarse de Belgrado. El 23 de diciembre de 1914 fue nombrado jefe de Estado Mayor de las Fuerzas Balcánicas, cuyo mando después de que fuera retirado Oskar Potiorek, recayó en el Archiduque Eugenio en enero de 1915.
El 27 de mayo de 1915, después de la entrada en la guerra de Italia, fue nombrado jefe de Estado Mayor del recién formado Frente del Suroeste en el Isonzo. En febrero de 1916 se cambió al Grupo de Ejércitos del Mariscal de Campo Archiduque Eugenio en Bolzano en el mismo puesto. En mayo de 1916 estuvo involucrado significativamente en la ofensiva en Tirol del Sur, pero el avance planificado sobre la meseta de los siete municipios no tuvo éxito después de éxitos iniciales en el área de Asiago y tuvo que ser cancelado a mediados de junio después de contraataques italianos y la Ofensiva Brusilov.
A mediados de marzo de 1917 Krauss se convirtió en comandante del I Cuerpo, que entonces estaba desplegado en el 7.º Ejército a las órdenes del General de Infantería Hermann Kövess en los montes Cárpatos. El 1 de agosto de 1917 fue promovido a General de Infantería. A mediados de septiembre de 1917, su gran unidad se trasladó a Italia y estuvo subordinada al recién establecido 14.º Ejército alemán como el ala derecha y estuvo disponible para la contraofensiva en la batalla de Caporetto. El 24 y 25 de octubre de 1917 el I Cuerpo rompió la línea de frente italiana en Flitsch y alcanzó la nueva sección de frente en Feltre y Monte Grappa, donde fue fundado el nuevo "Cuerpo de Grupo Belluno". El General Krauss asumió el mando supremo del Ejército del Este austrohúngaro el 16 de mayo de 1918, y también estuvo al mando de los territorios ocupados en Ucrania. Después del fin de la guerra, Krauss se retiró el 1 de diciembre de 1918. Por sus servicios recibió, entre otras, la Orden de la Corona de Hierro de 1.ª Clase, la Gran Cruz de la Orden de Leopoldo y la Pour le Mérite el 12 de noviembre de 1917.
En 1920 se convirtió en jefe de la Asociación Nacional de Oficiales Alemanes en Viena.
Desde 1927 hasta su muerte en 1938 Krauss fue uno de los editores de la revista pangermánica nacionalsocialista Deutschlands Erneuerung, que fue fundada en 1917 y que apareció con continuidad hasta 1944.
El 1 de abril de 1938 se le concedió el derecho a llevar el uniforme alemán con la insignia de general de infantería; desde este punto hasta su muerte en ese mismo año Kraus tuvo un asiento como miembro del Reichstag. Su mandato fue después asumido por Hanns Albin Rauter. En la SA alcanzó el rango de jefe de brigada. El 3 de junio de 1938 Krauss y su esposa Ida Krauss fueron recibidos personalmente por Adolf Hitler en Berlín.
Murió en Bad Goisern am Hallstättersee en 1938.

## Obras
- Moltke, Benedek and Napoleon , Vienna 1901.
- 1805 - The Campaign of Ulm , L.W. Seidel & Sohn, Vienna 1912, online at archive.org
- Our Germanness! , Salzburg 1920.
- The Causes of Our Defeat - Memories and Judgments from World War I , J.F. Lehmanns Verlag, Munich 1920. (several editions) online at archive.org
- The essential unity of politics and war as the starting point of a German political theory, lecture, Munich 1921.
- The importance of Austria for the future of the German people, Hanover 1923.
- The "miracle of Karfreit", in particular the breakthrough at Flitsch and the conquest of the Tagliamento , Munich 1926.
- The mistake of German royal policy, Munich 1927.
- Führertum, lecture, Berlin 1931.
- Shaper of the World, Munich 1932.
- Mountain War, Vienna 1935.
- Theory and Practice in the Art of War, Munich 1936.